# Касано Ирпино
Касано Ирпино је насеље у Италији у округу Авелино, региону Кампанија.
Према процени из 2011. у насељу је живело 483 становника. Насеље се налази на надморској висини од 569 м.

## Становништво
| 1951. | 1961. | 1971. | 1981. | 1991. | 2001. | 2011. |
| ----- | ----- | ----- | ----- | ----- | ----- | ----- |
| 1.970 | 1.707 | 1.165 | 983   | 1.004 | 955   | 967   |